# Inge Borkh
Inge Borkh (Mannheim, 26 de maio de 1921 – Stuttgart, 26 de agosto de 2018) foi uma soprano alemã.

## Biografia
Borkh nasceu Ingeborg Simon em Mannheim, Alemanha em 1921. Ela foi inicialmente, uma atriz e treinava para ser dançarina, mas ficou sento conhecida como tendo uma intensidade vocal e uma dramatização impecável.
Estudou canto em Milão e fez sua estreia em 1940 em Lucerne como Czipra em Der Zigeunerbaron de Johann Strauss II. Permaneceu na Suíça até 1951 e sua primeira performance em alemão de The Consul de Gian Carlo Menotti. Esta foi sua chave para o sucesso internacional, aparecendo depois desse período nas maiores casas de óperas, que incluem as de Viena, Munique, Berlim, Londres, Nova Iorque e São Francisco.
Triunfou nas óperas: Aida e Macbeth de Verdi; Tosca e Turandot de Puccini; Fidelio de Beethoven; Medea de Cherubini; Euryanthe de Weber, entre outras. Mas foram em Salome e Elektra, ambas de Richard Strauss, que fez sua carreira ter o sucesso que teve.
Borkh foi uma das maiores sopranos dramáticas das décadas de 1950 e 1960. Foi casada com o baixo iugoslavo Alexander Welitsch (1906 - 1991).

## Morte
Morreu em 26 de agosto de 2018, aos 97 anos de idade, em Stuttgart.